# Silke Meier
Silke Meier (Kaiserslautern, 13 juli 1968) is een tennisspeelster uit Duitsland.
In 1986 speelt ze via het kwalificatietoernooi op Roland Garros haar eerste grandslamtoernooi.
In 1987 speelde ze twee partijen voor Duitsland op de Fed Cup.
In 1991 won ze samen met Claudia Kohde-Kilsch het WTA-toernooi van Oslo, haar enige toernooi winst op het WTA-circuit.
Na haar actieve tenniscarrière werd Meier jeudtrainer bij de Duitse tennisbond.

## Privé
Silke Meier is de dochter van de Duitse voetbalspeler Reinhard Meier.